# 十字虎耳草
十字虎耳草（学名：Saxifraga decussata）为虎耳草科虎耳草属下的一个种。

## 扩展阅读
- 維基物種上的相關：十字虎耳草